# Morgano
Morgano är en ort och kommun i provinsen Treviso i regionen Veneto i Italien. Kommunen hade 4 461 invånare (2018).